# Fusceulima boscheineni
Fusceulima boscheineni is een slakkensoort uit de familie van de Eulimidae. De wetenschappelijke naam van de soort is voor het eerst geldig gepubliceerd in 1998 door Engl.